# Samira Chaouachi
Samira Chaouachi (arabe : سميرة الشواشي) est une femme politique tunisienne.

## Biographie
Diplômée d'une licence en éducation civique, elle obtient une maîtrise en droit.
Membre de divers organismes de la société civile, elle siège en tant que députée à la Chambre des députés de 2004 à 2011, comme représentante du Parti de l'unité populaire dans la circonscription de l'Ariana, avant de rejoindre les rangs d'Au cœur de la Tunisie en 2019 et d'être élue députée dans la première circonscription de Tunis. Au sein de l'Assemblée des représentants du peuple, elle est élue première vice-présidente.